# Binh pháp Tôn Tử (phim truyền hình)
Binh pháp Tôn Tử (giản thể: 兵圣, phồn thể: 兵聖, bính âm: Bīng Shèng, Hán Việt: Binh thánh) là bộ phim truyền hình Trung Quốc do Hoa Nghị huynh đệ và Trương Kỷ Trung hợp tác sản xuất vào năm 2008, với sự tham gia của các diễn viên Chu Á Văn, Lý Thái, Hồ Tĩnh, Triệu Nghị, Hà Trác Ngôn, Hứa Hoàn Huyễn, Đồ Môn, Ngọ Mã. Bộ phim dựa trên cuộc đời của nhà quân sự Trung Quốc Tôn Vũ, tác giả cuốn Binh pháp Tôn Tử. Phim được phát sóng trên kênh truyền hình Thường Đức (Changde TV) vào năm 2009.

## Tóm tắt
Câu chuyện xảy ra vào thời Xuân Thu, khi ấy ở nước Tề có bốn đại gia tộc là Cao thị, Điền thị, Bào thị và Quốc thị tranh giành quyền lực, đấu đá nhau không ngừng. Tôn Vũ và Quốc Vô Cữu là hai người bạn thân thiết và cùng học tập binh pháp của Điền Nhương Thư. Trong khi đó ở nước Sở, Ngũ Tử Tư phải bỏ trốn do cha ông bị cáo buộc tội phản quốc và cả gia đình bị Sở Bình vương giết hại. Ngũ Tử Tư chạy sang nước Ngô và được Tôn Vũ và Quốc Vô Cữu giúp đỡ.
Tinh hình tranh đấu giữa bốn đại gia tộc lên đến đỉnh điểm khi hai gia tộc Quốc và Cao bị thảm sát trong một đêm. Vô Cữu chạy thoát khỏi Tề và trở thành kẻ thù không đội trời chung của Tôn Vũ. Vô Cữu sang nước Sở và được vua Sở trọng dụng làm quân sư. Tôn Vũ sang nước Ngô, được Ngũ Tử Tư tiến cử với Ngô Hạp Lư và được vua Ngô trọng dụng. Tôn Vũ bắt đầu sự nghiệp quân sự lẫy lừng của mình và viết ra bộ Binh pháp Tôn Tử nổi tiếng, nhờ đó lãnh đạo quân Ngô đánh bại quân các nước chư hầu.

## Diễn viên
- Chu Á Văn: Tôn Vũ
- Lý Thái: Quốc Vô Cữu
- Hồ Tĩnh: Cao Tử Tô
- Hà Trác Ngôn: Quốc Mạc Ly
- Hầu Kinh Kiện: Cao Quyết
- Ngô Đình: Hỗ Nữ

### Nước Ngô
- Triệu Nghị: Ngũ Tử Tư
- Vương Vệ Quốc: Ngô Liêu
- Đồ Môn: Ngô Hạp Lư
- Trương Tụng Văn: Ngô Phù Sai
- Lâm Bằng: Bá Hi
- Trần Kế Minh: Ân Bá
- Hàn Đông: Cảnh Sai
- Hứa Hoàn Huyễn: Địch Thiên

### Nước Việt
- Triệu Tân: Câu Tiễn
- Trương Hiểu Tiêu: Phạm Lãi
- Tào Bằng: Văn Chủng

### Nước Sở
- Lý Trạch Phong: Sở Chiêu vương
- Đàm Phi Linh: Thân Bao Tư

### Nước Tề
- Ngọ Mã: Án Anh
- Dương Niệm Sinh: Tôn Bằng
- Giang Hoa Lâm: Tôn Thư